# Ungheria ai Giochi della XXV Olimpiade
L'Ungheria partecipò ai Giochi della XXV Olimpiade, svoltisi a Barcellona, Spagna, dal 25 luglio al 9 agosto 1992, con una delegazione di 217 atleti impegnati in ventitré discipline.

## Risultati

### Pallanuoto
| Atleta | Classifica |                     |
| --- | --- | ------------------- |
| V · D · M Nazionale maschile ungherese di pallanuoto · Giochi olimpici - Barcellona 1992 1 Nemes · 2 F. Tóth · 3 Schmiedt · 4 Petőváry · 5 Gyöngyösi · 6 L. Tóth · 7 Kuna · 8 Benedek · 9 Péter · 10 Vincze · 11 Dóczi · 12 Varga · 13 I. Tóth · CT : János Konrád | 6° |                     |
| Nazionale maschile ungherese di pallanuoto · Giochi olimpici - Barcellona 1992 | |                     |
| 1 Nemes · 2 F. Tóth · 3 Schmiedt · 4 Petőváry · 5 Gyöngyösi · 6 L. Tóth · 7 Kuna · 8 Benedek · 9 Péter · 10 Vincze · 11 Dóczi · 12 Varga · 13 I. Tóth · CT: János Konrád                                                                                           | 1 Nemes · 2 F. Tóth · 3 Schmiedt · 4 Petőváry · 5 Gyöngyösi · 6 L. Tóth · 7 Kuna · 8 Benedek · 9 Péter · 10 Vincze · 11 Dóczi · 12 Varga · 13 I. Tóth · CT: János Konrád | Ungheria (bandiera) |